# ŚKPR Świdnica
Świdnicki Klub Piłki Ręcznej "Świdnica" – polski męski klub piłki ręcznej w Świdnicy. W latach 1991–1992, 1999-2001, 2011-2016 i od 2017 występuje w I lidze.

## Historia
Chronologia nazw:
- 1974: Elmot Świdnica
- 1998: Bel-Pol Świdnica
- 2005: ŚKPR Świdnica

Pierwsze wspomnienia o piłce ręcznej w Świdnicy datowane na koniec lat 50. XX wieku, kiedy to miejscowy zespół mężczyzn pod kierownictwem nauczyciela w.f. Jana Wilgana zmagał się w turniejach lokalnych z zespołami Śląska Wrocław, Stali Chocianów i AZS-u Wrocław. W 1967 roku w Świdnicy utworzono sekcję piłki ręcznej kobiet przy MKS Polonia. Inicjatorem był Jan Lizak. Niestety, po zaledwie dwóch latach grupę rozwiązano. Wkrótce Jan Lizak rozpoczął trenować grupę mężczyzn w klubie Świdniczanka. Jednak, jak i poprzednio po kilku latach zespół rozwiązano. 1 września 1974 powstał Zakładowy Klub Sportowy Elmot, zespół piłki ręcznej którego został zgłoszony do rozgrywek w klasie A. W 1976 klub zdobył swój pierwszy sukces, awansując do klasy okręgowej, a w 1978 do klasy międzyokręgowej. W 1984 i 1987 klub walczył w barażach o wejście do II ligi, jednak nie uzyskał promocji. W 1991 klub ponownie okazał się najlepszy w III lidze i po raz trzeci startował w barażach o awans do II ligi. Po zajęciu drugiego miejsca w końcu zdobył historyczny awans do II ligi. Niestety po roku klub spadł z powrotem do III ligi. Przed rozpoczęciem sezonu 1998/99 klub pozyskał nowego sponsora – świdnicką firmę Bel-Pol i po zmianie nazwy na Bel-Pol Świdnica zdobył swój drugi awans do II ligi.
W 2005 klub zakończył współpracę z firmą Bel-Pol, po czym przyjął obecną nazwę ŚKPR Świdnica. W międzyczasie po ligowej reformie klub został oddelegowany do trzeciej klasy ligowej, która nadal nazywała się II liga. W sezonie 2009/10 klub zajął drugie miejsce w II lidze, jednak w barażach nie potrafił uzyskać promocji do I ligi. W następnym sezonie 2010/11 znów był drugim w rozgrywkach II ligi i tym razem udało się wywalczyć historyczny awans na zaplecze Superligi. Po sezonie 2015/16 spadł do II ligi, ale już w następnym sezonie 2016/17 w wielkim stylu zwyciężył w II lidze i wrócił do I ligi. W sezonie 2017/18 od początku rozgrywek znajduje się w czołówce drużyn walczących o awans do Superligi.
Również, w sezonie 2016/17 zespół młodzików zdobył swój największy sukces w historii, mistrzostwo Polski piłkarzy ręcznych w kategorii juniorów młodszych. Złote medale mistrzów Polski otrzymały: Sebastian Borowski, Adam Chmiel, Olgierd Etel, Aleksander Ingram, Wojciech Jabłoński, Rafał Kopyciak, Patryk Korbut, Karol Kozak, Wojciech Kryśpiak, Rafał Kulon, Jan Lepka, Jakub Matlęga, Maksymilian Paleń, Dawid Pęczar, Jakub Pierzak, Mikołaj Schwartz, Szymon Sokołowski, Paweł Starosta, Damian Starowicz, Adrian Trzpil, Karol Wieczorek, Rafał Wiszniowski, Jakub Zaremba.

## Osiągnięcia
- I liga:[a]:
  - 9. miejsce: 2012/13

## Obiekt sportowy
Klub rozgrywa swoje mecze domowe w Hali Sportowej znajdującej się na Osiedlu Zawiszów, ul. Galla Anonima 1a, 58-100 Świdnica. Hala ma wymiary: 44m x 25m, wysokość 9,30 m. Obiekt zarządzany jest przez Ośrodek Sportu i Rekreacji w Świdnicy i został wybudowany w 2003 roku.